# CYTH4
CYTH4‏ (Cytohesin 4) هوَ بروتين يُشَفر بواسطة جين CYTH4 في الإنسان.